# Laiwan
Laiwan (1961, Harare, Zimbábue) é uma artista, escritora, curadora e educadora interdisciplinar com sede em Vancouver, Colúmbia Britânica. A sua ampla prática é baseada em poesia e filosofia.

## Vida
Laiwan nasceu em Harare, no Zimbábue, em 1961. A sua família emigrou para o Canadá em 1977 para deixar a guerra na Rodésia. Ela se formou na Emily Carr College of Art and Design em 1983. Em 1999, ela recebeu um MFA da Escola de Artes Contemporâneas da Universidade Simon Fraser, também em Vancouver, British Columbia, onde mora atualmente. Ela é uma artista interdisciplinar interessada em poesia e filosofia. Ela fundou a Or Gallery, onde a sua intenção era desfazer mitos sobre a impossibilidade de fundar e operar uma galeria, especialmente para mulheres. Ela foi presidente do conselho de administração da Grunt Gallery de 2010-2014. Laiwan atualmente leciona no Programa de Artes Interdisciplinares no Goddard College, no estado de Washington.

## Prática artística
Laiwan investiga a incorporação através de performatividade, escrita, música e obras de áudio, numa variedade de mídias. A sua prática se desenrola e se envolve na ideia de presença por meio de inteligência corporal e emocional. O seu trabalho é realizado na coleção Vancouver Art Gallery, Morris e Helen Belkin Art Gallery, e outras coleções particulares, e o seu trabalho baseado no tempo está disponível no VIVO Media Arts Center em Vancouver, e V-Tape em Toronto.

## Trabalhos

### Exposições Individuais Selecionadas
- Fonte, The Wall at the CBC Plaza, encomendado pela Vancouver Heritage Foundation, 2015[14]
- Loose Work, Or Gallery, Vancouver, 2008[15] e também na On Main, 2008[16]
- Duet: Étude For Solitudes, YYZ Artista's Outlet / Images Festival, Toronto, 2006[17]
- Quarteto para o ano 4698 ou 5760: Improvisação para quatro projetores, com Lori Freedman, Galeria do Espaço Aberto, Victoria, 2002[18]

### Exposições do Grupo Selecionadas
- Começando com os anos setenta: GLUT, The Morris e Helen Belkin Galeria de Arte, UBC, 2018[19]
- Através de uma janela: arte visual e SFU 1965-2015; Galerias SFU, Vancouver e Burnaby, BC, 2015[20]
- Da Bao: Take Out, Plug In ICA, Winnipeg, Manitoba;[21] Galeria de Arte Surrey, Surrey, BC, 2013[22]
- Da Bao: Take Out, com curadoria de Shannon Anderson / Doug Lewis, Galeria de Arte Varley, Markham, ON, Mississauga Art Gallery. ON, 2012[1]
- c.1983: Partes 1 e 2 Com curadoria de Helga Pakasaar, Galeria da Casa de Apresentação, North Vancouver, BC, 2012[23]
- Tudo Todos os Dias, Galeria de Arte de Vancouver, Vancouver, BC, 2010[24]
- Como em breve é agora: Arte Contemporânea de Aqui, Vancouver Art Gallery, 2009[25][26]
- Limites da Tolerância: Re-enquadramento da Política Estadual Multicultural, Gallery Centre A, Vancouver, BC, 2007[27]
- Pesquisa de Grupo: Arte na Biblioteca, Biblioteca Pública de Vancouver, Vancouver, BC, 2007[28]
- ruptura: ruptura, Artspeak, Vancouver, BC[29]

### Trabalhos específicos
Em 2016, como parte do Programa de Arte Pública da Cidade de Vancouver, a série Coastal City, Laiwan exibiu a Barnacle City, que foi projetada em vários edifícios em todo o centro de Vancouver. Em 2018, Laiwan iniciou o Mobile Barn City Live / Work Studio, uma instalação criada no bus SiteFactory, que fazia parte da série de projetos Living Labs Ten Different Things da Emily Carr University. O Mobile Barnacle City foi instalado em vários locais ao redor da Chinatown de Vancouver. O projeto também envolveu T'uy'tanat-Cease Wyss e Anne Riley.

### Curadoria
Em 2014, Laiwan organizou a Queering the International, uma exposição do Festival Queer Arts, que aconteceu no Roundhouse Community Arts and Recreation Center. A exposição examinou questões de identidade sexual.

### Catálogos
- Kathleen Ritter, quanto tempo é agora, catálogo da exposição, Vancouver Art Gallery, 2009
- Liz Park, Limites da Tolerância: Re-enquadramento da Política Estadual Multicultural, catálogo da exposição, Centro A 2007

### Avaliações para Laiwan's Work
- Arte Queer Fala para amar, odiar em todo o mundo por Robin Laurence, The Georgia Straight, 31 de julho a 7 de agosto de 2014 Volume 48, Número 2432
- QAF ampliando seu alcance, atrai os melhores talentos por Dana Gee, o jornal da província, 22 de julho de 2014
- Reflexões sobre Arte Digital e 10 Segundos no Tempo pedem que o público pare e considere por Robin Laurence, The Georgia Straight, 21 de agosto de 2012, pág. 33

### Escrita
- LUNG: Toward Embodying in DAMP, antologia sobre os artistas de mídia de Vancouver, Anvil Press, Vancouver, 2008[34]
- Ed Pien: artigo de recurso de Desenho Hauntology em arte canadense, verão 2007, vol. 24 # 2[35]